# Langevin (La Réunion)
Pour les articles homonymes, voir Langevin.
Langevin est un lieu-dit de l'île de La Réunion, département d'outre-mer français dans le sud-ouest de l'océan Indien. Situé sur la rive gauche du fleuve appelé Rivière Langevin au nord de la pointe de Langevin, il constitue un quartier de la commune de Saint-Joseph à l'est de son centre-ville. Une attraction touristique est la cascade Jacqueline, chute d'eau que forme la rivière peu avant son embouchure.